# Peroryctinae
Peroryctinae är en underfamilj i familjen punggrävlingar med cirka 12 arter fördelade på fyra släkten.

## Utbredning
De flesta arterna förekommer på Nya Guinea samt på mindre öar i samma region, bland annat på Bismarckarkipelagen och Moluckerna. En art lever dessutom på Kap Yorkhalvön vid Australiens norra udde.

## Kännetecken
Dessa punggrävlingar har ett typiskt utseende som kännetecknar hela familjen, till exempel en långdragen spetsig nos, långa bakre extremiteter och klor vid framfötterna för att gräva i marken. Angående storleken finns däremot stora variationer. Medlemmar i släktet muspunggrävlingar har bara en kroppslängd mellan 15 och 18 centimeter (utan svans) medan arter i släktet Peroryctes når 55 centimeters längd och en vikt upp till 5 kilogram.
Jämförd med underfamiljen Peramelinae är skallen inte lika avplattad.

## Levnadssätt
I motsats till arter i underfamiljen Peramelinae vistas dessa punggrävlingar främst i tropiska regnskogar upp till 4 500 meter över havet. Individerna lever utanför parningstiden ensamma och är ofta aggressiva mot artfränder av samma kön. De är aktiva på natten och vilar på dagen i lövansamlingar, håligheter i träd eller andra gömställen.
Arterna är allätare som livnär sig av bland annat frukter, insekter och deras larver samt mindre ryggradsdjur. Vissa arter är specialiserade på insekter.
Det är nästan ingenting känt om deras fortplantningssätt. Det antas att parningen och födseln sker liksom hos underfamiljen Peramelinae.

## Systematik
Djurgruppens systematiska position är delvis omstridd. De är närmare släkt med arterna i underfamiljen Peramelinae än med andra medlemmar i ordningen grävlingpungdjur (kaninpunggrävlingar, svinfotad punggrävling). Ibland får djurgruppen familjstatus, Peroryctidae.

## Släkten
- Taggpunggrävlingar (Echymipera) har en hård päls som påminner om taggar.
- Muspunggrävlingar (Microperoryctes) tillhör de minsta medlemmarna i ordningen grävlingpungdjur.
- Släkte Peroryctes med två till fyra arter, lever på Nya Guinea, är påfallande stora.
- Indonesisk punggrävling (Rhynchomeles prattorum) är endemisk för ön Seram som tillhör Moluckerna. Arten iakttogs 1920 för sista gången och den är kanske utdöd.